# Romanowo (gromada w powiecie makowskim)
Romanowo – dawna gromada, czyli najmniejsza jednostka podziału terytorialnego Polskiej Rzeczypospolitej Ludowej w latach 1954–1972.
Gromady, z gromadzkimi radami narodowymi (GRN) jako organami władzy najniższego stopnia na wsi, funkcjonowały od reformy reorganizującej administrację wiejską przeprowadzonej jesienią 1954 do momentu ich zniesienia z dniem 1 stycznia 1973, tym samym wypierając organizację gminną w latach 1954–1972.
Gromadę Romanowo z siedzibą GRN w Romanowie utworzono – jako jedną z 8759 gromad na obszarze Polski – w powiecie makowskim w woj. warszawskim, na mocy uchwały nr VI/10/6/54 WRN w Warszawie z dnia 5 października 1954. W skład jednostki weszły obszary dotychczasowych gromad Chełchy-Dzierski, Chełchy-Kmiece, Romanowo, Zaręby i Zakrzewo oraz P.G.R. Chełchy-Cibory z dotychczasowej gromady Chełchy-Chabdzyno ze zniesionej gminy Karniewo, a także obszar dotychczasowej gromady Słoniawy ze zniesionej gminy Smrock – w tymże powiecie. Dla gromady ustalono 11 członków gromadzkiej rady narodowej.
31 grudnia 1959 z gromady Romanowo wyłączono wsie Chełchy-Kmiece, Chełchy Dzierskie i Chełchy-Cibory, włączając je do gromady Karniewo w tymże powiecie, po czym gromadę Romanowo zniesiono a jej (pozostały) obszar włączono do gromady Grzanka tamże.